# إسفين
الإسفين (الجمع: أَسَافِين) أو الوَتِد أو المِفلق هي آلة بسيطة وأداة مثلثة تستخدم لفصل جسمين. عندما تقضم جزءًا من التفاحة فإنك تستخدم الإسافين. فالإسفين هو سطح مائل متحرك له وجه واحد أو وجهان مائلان. فأسنانك الأماميه أسافين. والإسفين يغير اتجاه القوة المبذولة.عندما تدفع بأسنانك الأماميه في التفاحة تتغير قوة الدفع جانبيا لتزيح قشرة التفاح. السكاكين والفؤوس أسافين تستخدم للقطع.

## التأثيل
ورد أن أصل كلمة إسفين هي الكلمة اليونانية sfên وتعني مُضيّق وعربيه المِفلق يُفلق به الحجر والأخشاب.